# 突袭系列
突袭是一系列以二战为题材的即时战术游戏。該系列是由Fireglow在俄羅斯開發，由 新奥特(CDV) 軟體在德國發布並由ZOOM-Platform.com重新公布。 玩家選擇一個派別(例如 蘇聯軍， 德軍，或同盟軍)，利用獲取的收益取得不同的戰利品（如 步兵、坦克、大砲等。)此遊戲聚焦在戰術，與傳統的策略戰去收集資源和基礎發展不進相同。

## 电子游戏

### 突袭
最初的突襲遊戲，公布於2000年，其遊戲內容以二戰為主題，包含了三個陣營，分別為蘇聯軍、德軍與同盟軍。 遊戲中的視角為等角視角，因此戰鬥中視線會受到障礙物所阻礙。 突襲遊戲建立在由Mindscape於1996年出版的Counter Action for DOS的遊戲概念上，為實戰類型遊戲的先鋒。

### 突袭2
Sudden Strike 2也是由俄羅斯開發商Fireglow開發，並由CDV於2002年出版發布。相較於上代版本，此遊戲更新了遊戲引擎的部分，調高了幀率部分以及其他地形的變化。其背景仍涉及蘇聯和同盟國，一同對抗德軍和新加入的日本軍。

### 突袭3
2007年发布，系列首次采用3D引擎的作品。

### 突袭:最終戰役
2010年7月發布。屬於第3系列的延續。該操作介面被重新改造使玩家更加簡單的操作且能更沉浸在遊戲裡。

### 突袭4
系列的最新作，2016年8月发布。为系列中首款登陆家用机平台的作品。在PS4與PC上也有發佈。在未來會發布新的技能樹，與新的指揮官角色。